# Bielany (powiat grójecki)
Bielany – wieś sołecka w Polsce położona w województwie mazowieckim, w powiecie grójeckim, w gminie Błędów. Przez wieś przepływa rzeka Mogielanka. 
| SIMC    | Nazwa          | Rodzaj    |
| ------- | -------------- | --------- |
| 1055010 | Bielany-Łąki   | część wsi |
| 0614720 | Utrata-Kolonia | część wsi |

Znajduje się tutaj dwór z pierwszej połowy XX wieku.
We wsi powstał pamiętnik Adama Grzymały-Siedleckiego zatytułowany Sto jedenaście dni letargu, napisany w sierpniu oraz wrześniu 1944 w domu przyjaciół autora (państwa Woytkiewiczów).
W latach 1975–1998 miejscowość należała administracyjnie do województwa radomskiego.